# Roiffieux

Roiffieux este o comună în departamentul Ardèche din sud-estul Franței. În 1 ianuarie 2022 avea o populație de 2.723 de locuitori.